# Xian autonome yi et hui de Weishan
Pour les articles homonymes, voir Weishan.
Le xian autonome yi et hui de Weishan (巍山彝族回族自治县 ; pinyin : Wēishān yízú huízú Zìzhìxiàn) est un district administratif de la province du Yunnan en Chine. Il est placé sous la juridiction de la préfecture autonome bai de Dali.

## Démographie
La population du district était de 293 852 habitants en 1999.